# 五三乘降所
五三乘降所，原名会展中心站，位于中国辽宁省沈阳市浑南区五三街道境内，为沈抚城际铁路上的一个乘降所，距离沈阳站23公里，距离抚顺北站45公里。

## 历史
2008年11月，沈阳铁路局在苏抚铁路基础上进行既有线改造，新增五三在内的8个旅客乘降所。其中，五三乘降所面积336.54平方米，采用欧式风格的外观设计，设置南北两门，旅客可从就近方向进站购买车票。
2009年7月30日，本站随沈抚城际铁路一同开通。建设时，本站计划与当时尚未开通的沈阳地铁二号线实现零距离换乘。然而地铁二号线建成后，最近的站点营盘街站与本站尚有一定距离。

## 运营状况
隶属中国铁路沈阳局集团有限公司沈阳车务段管辖。目前不办理旅客乘降；不办理行李、包裹托运和货运。